# Campeonato Mundial de Lucha de 1950
El XII Campeonato Mundial de Lucha se celebró en Estocolmo (Suecia) entre el 20 y el 23 de marzo de 1950 bajo la organización de la Federación Internacional de Luchas Asociadas (FILA) y la Federación Sueca de Lucha.  Solamente se compitió en las categorías del estilo grecorromano.

## Resultados

### Lucha grecorromana
| Evento | Oro                          | Plata                 | Bronce                    |
| ------ | ---------------------------- | --------------------- | ------------------------- |
| 52 kg  | Bengt Johansson · Suecia     | Ali Yücel Turquía     | Mohamed El-Uard Egipto    |
| 57 kg  | Mahmud Hasan Egipto          | Halil Kaya Turquía    | Pietro Lombardi · Italia  |
| 62 kg  | Olle Anderberg · Suecia      | Safi Taha Líbano      | Sayed Kandil Egipto       |
| 67 kg  | József Gál Hungría           | Gustav Freij · Suecia | Tevfik Yücel Turquía      |
| 73 kg  | Matti Simanainen · Finlandia | Celal Atik Turquía    | Gösta Andersson · Suecia  |
| 79 kg  | Axel Grönberg · Suecia       | Ali Özdemir Turquía   | Gyula Németi Hungría      |
| 87 kg  | Muharrem Candaş Turquía      | Gyula Kovács Hungría  | Trygve Andersen · Noruega |
| +87 kg | Bertil Antonsson · Suecia    | Gyula Bóbis Hungría   | Adil Candemir Turquía     |

## Medallero
| Núm. | País      | Oro | Plata | Bronce | Total |
| ---- | --------- | --- | ----- | ------ | ----- |
| 1    | Suecia    | 4   | 1     | 1      | 6     |
| 2    | Turquía   | 1   | 4     | 2      | 7     |
| 3    | Hungría   | 1   | 2     | 1      | 4     |
| 4    | Egipto    | 1   | 0     | 2      | 3     |
| 5    | Finlandia | 1   | 0     | 0      | 1     |
| 6    | Líbano    | 0   | 1     | 0      | 1     |
| 7    | Italia    | 0   | 0     | 1      | 1     |
| 7    | Noruega   | 0   | 0     | 1      | 1     |
|      | TOTAL     | 8   | 8     | 8      | 24    |